# Gais 2021
Gais spelade säsongen 2021 i svenska Superettan. Laget slutade på en fjortonde plats och förlorade därefter i kvalspel mot Dalkurd FF med sammanlagt 2–3.

## Sammanfattning
Inför säsongen lämnade mångårige kaptenen Calle Nyström klubben. I hans ställe utsågs August Wängberg till lagkapten.
Laget inledde säsongen starkt och efter ett par matcher låg man i serietoppen. Både målvakten Mathias Karlsson och tränaren Stefan Jacobsson uppmärksammades för sina insatser i april. Den fina starten följdes dock av en lång svacka där laget successivt sjönk i tabellen. Tilltänkta målskytten Richard Yarsuvat och mittfältaren Adnan Maric gick länge skadade, och under sommaren bröt BK Häcken dessutom låneavtalet om den tongivande mittbacken Aiham Ousou, som såldes till Slavia Prag. Med två matcher kvar entledigades tränare Stefan Jacobsson och ersattes av assisterande tränaren Fredrik Holmberg. Skiftet ledde dock inte till något trendbrott och Gais slutade säsongen på negativ kvalplats. I kvalet mot Dalkurd förlorade Gais första matchen med 2–1 och spelade sedan 1–1 i hemmamötet. Klubben åkte därmed ur Superettan.
Efter den misslyckade säsongen avgick Gais ordförande Jonas Andersson och den sportsligt ansvarige Jonas Östergaard.

## Serien
Slutställning i superettan:
  
| Nr | Lag                 | S  | V  | O  | F  | GM | IM | MS  | P  |
| -- | ------------------- | -- | -- | -- | -- | -- | -- | --- | -- |
| 1  | IFK Värnamo (U)     | 30 | 18 | 5  | 7  | 44 | 29 | +15 | 59 |
| 2  | GIF Sundsvall       | 30 | 15 | 8  | 7  | 46 | 29 | +17 | 53 |
| 3  | Helsingborgs IF (N) | 30 | 13 | 9  | 8  | 47 | 29 | +18 | 48 |
| 4  | Norrby IF           | 30 | 13 | 9  | 8  | 41 | 33 | +8  | 48 |
| 5  | Östers IF           | 30 | 12 | 10 | 8  | 33 | 26 | +7  | 46 |
| 6  | Landskrona BoIS (U) | 30 | 13 | 5  | 12 | 41 | 37 | +4  | 44 |
| 7  | Trelleborgs FF      | 30 | 11 | 10 | 9  | 42 | 39 | +3  | 43 |
| 8  | Örgryte IS          | 30 | 9  | 14 | 7  | 39 | 39 | 0   | 41 |
| 9  | AFC Eskilstuna      | 30 | 11 | 7  | 12 | 41 | 41 | 0   | 40 |
| 10 | IK Brage            | 30 | 10 | 9  | 11 | 40 | 42 | −2  | 39 |
| 11 | Jönköpings Södra    | 30 | 10 | 8  | 12 | 34 | 37 | −3  | 38 |
| 12 | Västerås SK         | 30 | 8  | 12 | 10 | 36 | 40 | −4  | 36 |
| 13 | Akropolis IF        | 30 | 9  | 8  | 13 | 28 | 44 | −16 | 35 |
| 14 | Gais                | 30 | 10 | 4  | 16 | 31 | 40 | −9  | 34 |
| 15 | Vasalunds IF (U)    | 30 | 7  | 5  | 18 | 35 | 52 | −17 | 26 |
| 16 | Falkenbergs FF (N)  | 30 | 6  | 7  | 17 | 34 | 55 | −21 | 25 |

| Datum             | Match                      | Resultat | Spelplats               | Publik |
| ----------------- | -------------------------- | -------- | ----------------------- | ------ |
| 10 april 2021     | Falkenbergs FF – Gais      | 0–1      | Falcon Alkoholfri Arena | 0      |
| 17 april 2021     | Gais – Västerås SK         | 1–0      | Ullevi                  | 0      |
| 25 april 2021     | Athletic Eskilstuna – Gais | 0–0      | Tunavallen              | 0      |
| 4 maj 2021        | Gais – Östers IF           | 3–2      | Ullevi                  | 0      |
| 10 maj 2021       | IFK Värnamo – Gais         | 1–0      | Finnvedsvallen          | 0      |
| 18 maj 2021       | Gais – Trelleborgs FF      | 2–3      | Ullevi                  | 8      |
| 23 maj 2021       | Gais – Helsingborgs IF     | 0–1      | Gamla Ullevi            | 8      |
| 29 maj 2021       | Norrby IF – Gais           | 0–2      | Borås Arena             | 8      |
| 8 juni 2021       | Gais – Landskrona BoIS     | 1–3      | Gamla Ullevi            | 500    |
| 15 juni 2021      | GIF Sundsvall – Gais       | 2–0      | NP3 Arena               | 500    |
| 19 juni 2021      | Jönköpings Södra IF – Gais | 1–0      | Vapenvallen             | 500    |
| 17 juli 2021      | Gais – IK Brage            | 0–2      | Gamla Ullevi            | 1 800  |
| 26 juli 2021      | Gais – Akropolis IF        | 1–1      | Gamla Ullevi            | 1 894  |
| 3 augusti 2021    | Örgryte IS – Gais          | 1–0      | Ullevi                  | 6 024  |
| 9 augusti 2021    | Gais – Vasalunds IF        | 2–0      | Gamla Ullevi            | 1 315  |
| 15 augusti 2021   | Trelleborgs FF – Gais      | 1–0      | Vångavallen             | 809    |
| 24 augusti 2021   | Gais – Jönköpings Södra IF | 0–1      | Gamla Ullevi            | 1 664  |
| 29 augusti 2021   | Vasalunds IF – Gais        | 3–4      | Skytteholms IP          | 374    |
| 11 september 2021 | Landskrona BoIS – Gais     | 2–1      | Landskrona IP           | 1 731  |
| 18 september 2021 | IK Brage – Gais            | 1–4      | Borlänge Energi Arena   | 919    |
| 25 september 2021 | Gais – Falkenbergs FF      | 0–0      | Gamla Ullevi            | 1 394  |
| 29 september 2021 | Gais – Örgryte IS          | 2–1      | Gamla Ullevi            | 7 881  |
| 5 oktober 2021    | Västerås SK – Gais         | 3–0      | Iver Arena              | 1 698  |
| 16 oktober 2021   | Gais – IFK Värnamo         | 1–2      | Gamla Ullevi            | 1 478  |
| 21 oktober 2021   | Gais – Athletic Eskilstuna | 2–3      | Gamla Ullevi            | 1 040  |
| 26 oktober 2021   | Helsingborgs IF – Gais     | 0–1      | Olympia                 | 4 407  |
| 1 november 2021   | Gais – Norrby IF           | 1–4      | Gamla Ullevi            | 3 758  |
| 7 november 2021   | Östers IF – Gais           | 1–0      | Visma Arena             | 1 673  |
| 21 november 2021  | Akropolis IF – Gais        | 0–0      | Grimsta IP              | 437    |
| 27 november 2021  | Gais – GIF Sundsvall       | 2–1      | Gamla Ullevi            | 650    |

1. ↑  Säsongen inleddes med publikrestriktioner på grund av covidpandemin.

| Datum           | Match             | Resultat | Spelplats       | Publik |
| --------------- | ----------------- | -------- | --------------- | ------ |
| 2 december 2021 | Dalkurd FF – Gais | 2–1      | Studenternas IP | 1 597  |
| 5 december 2021 | Gais – Dalkurd FF | 1–1      | Gamla Ullevi    | 3 080  |

## Organisation

### Ledning
- Ordförande: Jonas Andersson
- Sportchef: Nicklas Karlström
- Tränare: Stefan Jacobsson t.o.m. 9 november 2021[6]

Fredrik Holmberg fr.o.m. 9 november 2021 

## Spelartrupp
| Nr | Land    | Pos | Namn                    |
| -- | ------- | --- | ----------------------- |
| 1  | Sverige | MV  | Mathias Karlsson        |
| 2  | Sverige | F   | Daniel Hultqvist        |
| 3  | Sverige | F   | Aiham Ousou °           |
| 3  | Sverige | F   | Filip Örnblom *         |
| 4  | Sverige | MF  | Joackim Åberg           |
| 5  | Sverige | F   | Niklas Andersen         |
| 6  | Sverige | F   | August Wängberg         |
| 7  | Sverige | MF  | Nikola Ladan            |
| 8  | Sverige | MF  | Viktor Alexandersson    |
| 9  | Sverige | MF  | Adnan Maric             |
| 10 | Sverige | MF  | Adam Egnell             |
| 11 | Sverige | A   | Julius Lindberg         |
| 12 | Sverige | A   | Richard Yarsuvat        |
| 13 | Sverige | A   | Prince Isaac Kouame * ° |

| Nr | Land         | Pos | Namn                  |
| -- | ------------ | --- | --------------------- |
| 14 | Sierra Leone | A   | Michael Kargbo        |
| 16 | Sverige      | MF  | Johan Andersson       |
| 17 | Sverige      | MF  | Nuha Jatta            |
| 18 | Sverige      | MF  | Boris Lumbana         |
| 20 | Sverige      | A   | Daniel Sterner        |
| 21 | Sverige      | A   | Simon Alexandersson * |
| 22 | Australien   | MF  | Aiden Harvey          |
| 24 | Sverige      | F   | Emin Grozdanic        |
| 25 | Sverige      | MF  | Jonas Lindberg *      |
| 26 | Sverige      | F   | Malkolm Moenza        |
| 30 | Sverige      | MV  | Erik Westgärds        |
| 32 | Sverige      | MF  | Harun Ibrahim         |
| 33 | Sverige      | MV  | Oscar Ekman           |

° Spelaren lämnade klubben under sommaruppehållet.

* Spelaren anslöt till klubben under sommaruppehållet.

### Övergångar

#### Spelare in
| Datum        | Position    | Nat.         | Namn                 | Ålder | Flyttar från | Typ      | Transferfönster | Kontrakt t.o.m. | Källa  |
| ------------ | ----------- | ------------ | -------------------- | ----- | ------------ | -------- | --------------- | --------------- | ------ |
| 12 dec 2020  | Försvarare  | Sverige      | Daniel Hultqvist     | 22    | Oskarshamn   | Transfer | Vinter          | 2022            | [ 7 ]  |
| 23 dec 2020  | Mittfältare | Sverige      | Viktor Alexandersson | 22    | Lindome      | Transfer | Vinter          | ?               | [ 8 ]  |
| 14 jan 2021  | Mittfältare | Sverige      | Johan Andersson      | 25    | Djurgården   | Transfer | Vinter          | ?               | [ 9 ]  |
| 29 jan 2021  | Försvarare  | Sverige      | Aiham Ousou          | 21    | Häcken       | Lån      | Vinter          | 2021            | [ 10 ] |
| 8 feb 2021   | Försvarare  | Sverige      | Malkolm Moenza       | 28    | Dalkurd      | Transfer | Vinter          | ?               | [ 11 ] |
| 19 mars 2021 | Anfallare   | Sierra Leone | Michael Kargbo       | 21    | Värnamo      | Transfer | Vinter          | ?               | [ 12 ] |
| 21 mars 2021 | Mittfältare | Sverige      | Adam Egnell          | 21    | Sylvia       | Transfer | Vinter          | 2022            | [ 13 ] |
| 15 juli 2021 | Anfallare   | Sverige      | Jonas Lindberg       | 32    | klubblös     | Transfer | Sommar          | 2021            | [ 14 ] |
| 15 juli 2021 | Anfallare   | Sverige      | Simon Alexandersson  | 28    | Öster        | Transfer | Sommar          | 2021            | [ 15 ] |
| 11 aug 2021  | Försvarare  | Sverige      | Filip Örnblom        | 22    | Öster        | Transfer | Sommar          | 2021            | [ 16 ] |
| 10 sep 2021  | Anfallare   | Sverige      | Prince Isaac Kouame  | 20    | Elfsborg     | Lån      | Sommar          | 2021            | [ 17 ] |

#### Spelare ut
| Datum        | Position    | Nat.    | Namn                | Ålder | Flyttar till   | Typ          | Transferfönster | Källa  |
| ------------ | ----------- | ------- | ------------------- | ----- | -------------- | ------------ | --------------- | ------ |
| 7 dec 2020   | Försvarare  | Sverige | Calle Nyström       | 30    | Brommapojkarna | Transfer     | Vinter          | [ 18 ] |
| 10 jan 2021  | Mittfältare | Sverige | Haris Cirak         | 25    | klubblös       |              | Vinter          | [ 19 ] |
| 11 jan 2021  | Försvarare  | Sverige | Anton Snibb         | 24    | IF Karlstad    | Transfer     | Vinter          | [ 20 ] |
| 19 feb 2021  | Anfallare   | Sverige | Mervan Celik        | 30    | klubblös       |              | Vinter          | [ 21 ] |
| 7 mars 2021  | Mittfältare | Sverige | Jesper Brandt       | 27    | Utsikten       | Lån          | Vinter          | [ 22 ] |
| 24 mars 2021 | Försvarare  | Sverige | Fredrik Martinsson  | 23    | Ljungskile     | Lån          | Vinter          | [ 23 ] |
| 21 juli 2021 | Försvarare  | Sverige | Aiham Ousou         | 21    | Slavia Prag    | Avbrutet lån | Sommar          | [ 24 ] |
| 2021         | Anfallare   | Sverige | Prince Isaac Kouame | 20    | Elfsborg       | Avbrutet lån | Sommar          |        |

## Fotnoter
1. ↑  Säsongen inleddes med publikrestriktioner på grund av covidpandemin; denna siffra gäller publik utan restriktioner.